# Patinação de velocidade nos Jogos Olímpicos de Inverno de 2018 - Largada coletiva masculina
A prova de largada coletiva masculina da patinação de velocidade nos Jogos Olímpicos de Inverno de 2018 foi disputada no Gangneung Oval, localizado na subsede de Gangneung, em 24 de fevereiro.

## Medalhistas
| Ouro   | KOR Lee Seung-hoon |
| Prata  | BEL Bart Swings    |
| Bronze | NED Koen Verweij   |

## Formato
Doze patinadores competem em cada uma das duas semifinais, com os oito melhores em pontos de cada bateria avançando para a corrida final. As corridas consistem de 16 voltas e pontos são atribuídos aos atletas após 4 voltas. As voltas 4, 8 e 12 atribuem 5 pontos para o líder; 3 para o vice líder e 1 para o terceiro colocado, enquanto que a volta final atribui 60 pontos para o líder; 40 para o vice líder e 20 para o terceiro colocado.

## Resultados

### Semifinais
| Pos. | Semifinal | Atleta                    | Pontos | Tempo   | Notas |
| ---- | --------- | ------------------------- | ------ | ------- | ----- |
| 1    | 1         | AUT Linus Heidegger       | 60     | 8:20.46 | Q     |
| 2    | 1         | ITA Andrea Giovannini     | 41     | 8:24.41 | Q     |
| 3    | 1         | JPN Shane Williamson      | 20     | 8:25.44 | Q     |
| 4    | 1         | DEN Viktor Hald Thorup    | 5      | 8:34.06 | Q     |
| 5    | 1         | NED Koen Verweij          | 5      | 8:44.90 | Q     |
| 6    | 1         | KOR Lee Seung-hoon        | 5      | 8:45.37 | Q     |
| 7    | 1         | CAN Olivier Jean          | 4      | 8:42.31 | Q     |
| 8    | 1         | FRA Alexis Contin         | 3      | 8:28.70 | Q     |
| 9    | 1         | LAT Haralds Silovs        | 3      | 8:28.93 |       |
| 10   | 1         | USA Brian Hansen          | 1      | 8:34.47 |       |
| 11   | 1         | KAZ Fyodor Mezentsev      | 0      | 8:43.26 |       |
| 12   | 1         | NZL Reyon Kay             | 0      | 9:17.99 |       |
| 1    | 2         | NZL Peter Michael         | 60     | 7:55.10 | Q     |
| 2    | 2         | DEN Stefan Due Schmidt    | 40     | 7:55.22 | Q     |
| 3    | 2         | BLR Vitali Mikhailau      | 20     | 7:55.25 | Q     |
| 4    | 2         | NED Sven Kramer           | 6      | 8:24.51 | Q     |
| 5    | 2         | BEL Bart Swings           | 5      | 8:13.57 | Q     |
| 6    | 2         | KOR Chung Jae-won         | 5      | 8:17.02 | Q     |
| 7    | 2         | SUI Livio Wenger          | 5      | 8:17.17 | Q     |
| 8    | 2         | USA Joey Mantia           | 3      | 8:00.54 | Q     |
| 9    | 2         | NOR Sverre Lunde Pedersen | 2      | 7:58.65 |       |
| 10   | 2         | POL Konrad Niedźwiedzki   | 1      | 8:24.73 |       |
| 11   | 2         | JPN Ryosuke Tsuchiya      | 0      | 7:55.77 |       |
| 12   | 2         | CHN Wang Hongli           | 0      | 8:00.97 |       |

### Final
| Pos. | Atleta                 | Pontos | Tempo   | Notas |
| ---- | ---------------------- | ------ | ------- | ----- |
| 01 ! | KOR Lee Seung-hoon     | 60     | 7:43.97 |       |
| 02 ! | BEL Bart Swings        | 40     | 7:44.08 |       |
| 03 ! | NED Koen Verweij       | 20     | 7:44.24 |       |
| 4    | SUI Livio Wenger       | 11     | 8:13.08 |       |
| 5    | DEN Viktor Hald Thorup | 8      | 7:57.10 |       |
| 6    | AUT Linus Heidegger    | 6      | 7:52.38 |       |
| 7    | BLR Vitali Mikhailau   | 1      | 7:53.38 |       |
| 8    | KOR Chung Jae-won      | 1      | 8:32.71 |       |
| 9    | USA Joey Mantia        | 0      | 7:45.21 |       |
| 10   | FRA Alexis Contin      | 0      | 7:45.64 |       |
| 11   | JPN Shane Williamson   | 0      | 7:46.19 |       |
| 12   | ITA Andrea Giovannini  | 0      | 7:46.83 |       |
| 13   | DEN Stefan Due Schmidt | 0      | 7:47.53 |       |
| 14   | CAN Olivier Jean       | 0      | 7:49.30 |       |
| 15   | NZL Peter Michael      | 0      | 7:49.33 |       |
| 16   | NED Sven Kramer        | 0      | 8:13.95 |       |

Legenda
| Recorde mundial      | Recorde mundial (World record)               |                       | Recorde africano                      | Recorde africano (African) |                                           | Q | Classificado por posição (Qualified) |
| Recorde olímpico     | Recorde olímpico (Olympic record)            | Recorde da América    | Recorde da América (Americas)         | q                          | Classificado por melhor tempo (Qualified) |   |                                      |
| Melhor marca do ano  | Melhor marca do ano (World leading)          | Recorde asiático      | Recorde asiático (Asian)              | DNS                        | Não largou (Did not start)                |   |                                      |
| Recorde nacional     | Recorde nacional (National record)           | Recorde europeu       | Recorde europeu (European)            | DNF                        | Não terminou (Did not finish)             |   |                                      |
| Recorde pessoal      | Recorde pessoal do atleta (Personal best)    | Recorde da Oceania    | Recorde da Oceania (Oceania)          | DSQ / DQ                   | Desclassificado (Disqualified)            |   |                                      |
| Recorde da temporada | Recorde da temporada do atleta (Season best) | Recorde sul-americano | Recorde sul-americano (South America) | NM                         | Sem marca (No mark)                       |   |                                      |

### Patinação de velocidade
| Recorde de pista | Recorde da pista (Track record)               |  |  |
| QA               | Classificado para a final A                   |  |  |
| QB               | Classificado para a final B                   |  |  |
| ADV              | Classificado após decisão arbitral (Advanced) |  |  |
| PEN              | Pênalti                                       |  |  |
| YC               | Cartão amarelo (Yellow Card)                  |  |  |